# ال روساریو (نارینو)
ال روساریو (انگلیسی: El Rosario, Nariño) نام شهری در کشور کلمبیا است.